# (13689) Succi
(13689) Succi est un astéroïde de la ceinture principale.

## Description
(13689) Succi est un astéroïde de la ceinture principale. Il fut découvert le 9 septembre 1997 à Sormano par Valter Giuliani. Il présente une orbite caractérisée par un demi-grand axe de 3,16 UA, une excentricité de 0,06 et une inclinaison de 10,3° par rapport à l'écliptique.

## Compléments